# Jacques-René Chevallereau de La Gaubardière
Jacques René Chevallereau de La Gaubardière est un homme politique français né le 24 janvier 1750 à Moutiers-les-Mauxfaits (Vendée) et décédé le 29 octobre 1823 à Luçon (Vendée).

## Biographie
Fils de Me Jacques Alexandre Chevallereau, sieur de Taillepied, et de Renée Pichot, il devient avocat en Parlement, conseiller du roi, lieutenant général de la sénéchaussée de Fontenay-le-Comte. 
Président de l'administration du canton de Luçon, maire des Sables-d'Olonne (1793), il est élu député de la Vendée au Conseil des Cinq-Cents le 22 germinal an V. Il démissionne le 13 ventôse an VI.
Il devient maire de Luçon en 1815.
Marié avec Hélène Bernard, fille d’Alexandre Bernard, sieur d'Allard, procureur fiscal, et de Marie Françoise Marcollay (fille d’un négociant de La Rochelle), puis avec Jeanne Agathe Félicité David, fille d'un chirurgien, il est le beau-père de Ferdinand Benjamin David.